# Westland (občina)
Westland (nizozemska izgovorjava: [ˈʋɛstlɑnt] ()) je občina v zahodni Nizozemski, v provinci Južna Holandija. Zajema površino 90,58 km2 od tega je 11,05 km2 prekrite z vodo. Leta 2014 je imela 111.382 prebivalcev.
Mesta in druga naselja so De Lier, 's-Gravenzande, Monster, Naaldwijk, Wateringen, Heenweg, Honselersdijk, Kwintsheul, Maasdijk, Poeldijk in Ter Heijde.

## Zgodovina
Občina Westland je bila ustanovljena 1. januarja 2004 z združitvijo občin De Lier, 's-Gravenzande, Monster, Naaldwijk in Wateringen. Druga naselja znotraj občine so, poleg prej naštetih, še Heenweg, Honselersdijk, Kwintsheul, Maasdijk, Poeldijk in Ter Heijde. Westland ni ime nobenega naselja, temveč regije. Mestna hiša se nahaja sredi Westlanda v Naaldwijku, drugem največjem naselju v Westlandu.
Westland je najbolj znan po vrtnarstvu v rastlinjakih, gojenju rož in zelenjave. Vrtnarstvo predstavlja zelo pomembno gospodarsko dejavnost Westlanda. Rože, proizvedene v Westlandu, se prodajajo po vsem svetu. V mestu Honselersdijk deluje največja dražbena hiša cvetja FloraHolland, ki ima poddružnico tudi v Rijnsburgu. 
Obalna mesta so Ter Heijde (blizu Monstra), sam Monster in 's-Gravenzande. Mesta so priljubljena med Nemci in prebivalci vzhodne Nizozemske. Tukajšnji kampi so polno zasedeni zaradi svoje relativne bližine bolj priljubljenega Scheveningena.

## Širše območje
Westland je del somestja Haaglanden.
V širšem smislu je Westland tudi ime regije jugozahodno od črte Haag–Delft–Rotterdam, ki je približno sestavljena iz občin Westland, Midden-Delfland ter občine Rotterdam.